# Бапом
Бапом (фр. Bapaume) насеље је и општина у североисточној Француској у региону Север-Па де Кале, у департману Па де Кале која припада префектури Арас.
По подацима из 2011. године у општини је живело 4.062 становника, а густина насељености је износила 705,21 становника/km². Општина се простире на површини од 5,76 km². Налази се на средњој надморској висини од 122 метара (максималној 137 m, а минималној 108 m).

## Демографија
| 1962. | 1968. | 1975. | 1982. | 1990. | 1999. | 2011. |
| ----- | ----- | ----- | ----- | ----- | ----- | ----- |
| 3.275 | 3.575 | 3.689 | 3.524 | 3.509 | 4.331 | 4.062 |

График промене броја становника у току последњих година